# Сен-Франсуа
Сен-Франсуа (англ. Saint-François) — парафія в Канаді, у провінції Нью-Брансвік, у складі графства Мадаваска.

## Населення
За даними перепису 2016 року, парафія нараховувала 606 осіб, показавши скорочення на 3,8%, порівняно з 2011-м роком. Середня густина населення становила 1,8 осіб/км².
З офіційних мов обидвома одночасно володіли 340 жителів, тільки англійською — 5, тільки французькою — 255.
Працездатне населення становило 64,3% усього населення, рівень безробіття — 4,2% (6,8% серед чоловіків та 0% серед жінок). 88,9% осіб були найманими працівниками, а 9,7% — самозайнятими.
Середній дохід на особу становив $34 559 (медіана $30 528), при цьому для чоловіків — $40 729, а для жінок $26 657 (медіани — $35 499 та $23 744 відповідно).
36,6% мешканців мали закінчену шкільну освіту, не мали закінченої шкільної освіти — 37,5%, 25,9% мали післяшкільну освіту, з яких 24,1% мали диплом бакалавра, або вищий.
| Статево-вікова структура населення | Статево-вікова структура населення | Статево-вікова структура населення | Статево-вікова структура населення | Статево-вікова структура населення |
| ---------------------------------- | ---------------------------------- | ---------------------------------- | ---------------------------------- | ---------------------------------- |
|                                    |                                    |                                    |                                    |                                    |
| Всього                             | Всього                             | 51,2%48,8%                         |                                    |                                    |
| 0 — 14 років                       | 0 — 14 років                       |                                    | 14%                                | 14%                                |
| 15 — 64 років                      | 15 — 64 років                      |                                    | 71,9%                              | 71,9%                              |
| 65 і більше                        | 65 і більше                        |                                    | 14%                                | 14%                                |
| Середній вік (років)               | Середній вік (років)               | 45,343,7                           | 44,5                               | 44,5                               |
| Медіана (років)                    | Медіана (років)                    | 50,848,8                           | 49,8                               | 49,8                               |
| — чоловіки — жінки                 |                                    |                                    |                                    |                                    |

| Походження мешканців:     | Походження мешканців:     | Походження мешканців: | Походження мешканців: | Походження мешканців: |
| ------------------------- | ------------------------- | --------------------- | --------------------- | --------------------- |
| Походження                |                           |                       | осіб                  | %                     |
| Корінні американці        | Корінні американці        |                       | 10                    | 1.59%                 |
| Інше північноамериканське | Інше північноамериканське |                       | 550                   | 87.3%                 |
| Європейське               | Європейське               |                       | 250                   | 39.68%                |
| британське                | британське                |                       | 55                    | 8.73%                 |
| французьке                | французьке                |                       | 210                   | 33.33%                |
| Карибське                 | Карибське                 |                       | 10                    | 1.59%                 |

| Зайнятість населення за галузями (за класифікацією NOC): | Зайнятість населення за галузями (за класифікацією NOC): | Зайнятість населення за галузями (за класифікацією NOC): | Зайнятість населення за галузями (за класифікацією NOC): | Зайнятість населення за галузями (за класифікацією NOC): |
| -------------------------------------------------------- | -------------------------------------------------------- | -------------------------------------------------------- | -------------------------------------------------------- | -------------------------------------------------------- |
|                                                          |                                                          |                                                          |                                                          |                                                          |
| Управління                                               | Управління                                               |                                                          | 15,5%                                                    | 15,5%                                                    |
| Бізнес, фінанси та адміністрування                       | Бізнес, фінанси та адміністрування                       |                                                          | 5,6%                                                     | 5,6%                                                     |
| Охорона здоров'я                                         | Охорона здоров'я                                         |                                                          | 5,6%                                                     | 5,6%                                                     |
| Освіта, правозахист, муніципальні та урядові служби      | Освіта, правозахист, муніципальні та урядові служби      |                                                          | 8,5%                                                     | 8,5%                                                     |
| Мистецтво, культура, відпочинок та спорт                 | Мистецтво, культура, відпочинок та спорт                 |                                                          | 2,8%                                                     | 2,8%                                                     |
| Роздрібна торгівля та послуги                            | Роздрібна торгівля та послуги                            |                                                          | 18,3%                                                    | 18,3%                                                    |
| Гуртова торгівля, транспорт та обладнання                | Гуртова торгівля, транспорт та обладнання                |                                                          | 9,9%                                                     | 9,9%                                                     |
| Природні ресурси, сільське господарство                  | Природні ресурси, сільське господарство                  |                                                          | 8,5%                                                     | 8,5%                                                     |
| Виробництво                                              | Виробництво                                              |                                                          | 23,9%                                                    | 23,9%                                                    |

## Клімат
Середня річна температура становить 2,4°C, середня максимальна – 21,2°C, а середня мінімальна – -20,5°C. Середня річна кількість опадів – 1 062 мм.
| Клімат поселення                              | Клімат поселення | Клімат поселення | Клімат поселення | Клімат поселення | Клімат поселення | Клімат поселення | Клімат поселення | Клімат поселення | Клімат поселення | Клімат поселення | Клімат поселення | Клімат поселення | Клімат поселення |
| Показник                                      | Січ.             | Лют.             | Бер.             | Квіт.            | Трав.            | Черв.            | Лип.             | Серп.            | Вер.             | Жовт.            | Лист.            | Груд.            |                  |
| Середній максимум, °C                         | −7,69            | −5,84            | 0,42             | 7,35             | 15,56            | 20,59            | 21,20            | 19,90            | 14,64            | 8,64             | 2,02             | −6,29            |                  |
| Середня температура, °C                       | −14,08           | −12,21           | −5,98            | 0,95             | 9,17             | 14,20            | 17,34            | 16,02            | 10,77            | 4,76             | −1,86            | −10,16           |                  |
| Середній мінімум, °C                          | −20,48           | −18,61           | −12,36           | −5,43            | 2,78             | 7,81             | 13,46            | 12,16            | 6,90             | 0,90             | −5,72            | −14,02           |                  |
| Норма опадів, мм                              | 78               | 63               | 71               | 76               | 90               | 99               | 116              | 107              | 94               | 91               | 94               | 83               |                  |
| Середньомісячна швидкість вітру, м/с          | 3.79             | 3.80             | 3.97             | 3.76             | 3.41             | 3.14             | 2.81             | 2.78             | 3.03             | 3.36             | 3.52             | 3.68             |                  |
| Середньомісячна сонячна радіація, кДж/м²·день | 4989             | 8186             | 12233            | 15909            | 18460            | 20166            | 19454            | 17056            | 12504            | 7678             | 4575             | 3835             |                  |
| --------------------------------------------- | ---------------- | ---------------- | ---------------- | ---------------- | ---------------- | ---------------- | ---------------- | ---------------- | ---------------- | ---------------- | ---------------- | ---------------- | ---------------- |
| Джерело:                                      |                  |                  |                  |                  |                  |                  |                  |                  |                  |                  |                  |                  |                  |